# Dili-Malaiisch
Dili-Malaiisch ist eine Kreolsprache des Malaiischen, die in Osttimor gesprochen wird und aus einer Pidgin-Sprache entstand, die Händler benutzten. Dili-Malaiisch hat viele Lehnwörter aus dem Portugiesischen und dem Tetum. Es hat viele seiner Endkonsonanten verloren und hat nasalisierte Vokale, die aus Endvokal und Nasalfolgen entstanden sind. *ə wurde a oder e.
Noch Anfang des 19. Jahrhunderts wurde Malaiisch als Handelssprache in der damaligen Kolonie Portugiesisch-Timor gesprochen und selbst von den Portugiesen und Topasse verwendet. Dann verschwand die Sprache in der portugiesischen Kolonie. Anscheinend hatte die portugiesische Administration nach 1870 dafür gesorgt. Tetum Prasa und Portugiesisch übernahmen die Funktion des Malaiischen als Handelssprache innerhalb Timors und nach außen. Nur bei der arabischen Minderheit in Osttimor überlebte Malaiisch noch lange als Alltagssprache in Dilis Stadtviertel Kampung Alor und war 1975 noch die wichtigste Zweitsprache in Oe-Cusse Ambeno. Hier spielte der Einfluss des umgebenden indonesischen Westtimor eine Rolle.
2015 nannten in der Volkszählung nur noch 63 Osttimoresen Malaiisch als ihre Muttersprache. 2010 waren es 107. 1978 wurde die Zahl der Sprecher noch auf etwa 500 geschätzt. Die indonesische Besetzung Osttimors (1975–1999) sorgte wahrscheinlich für eine Verdrängung des Dili-Malaiischen durch Bahasa Indonesia.
| Gemeinde | Aileu | Ainaro | Baucau | Bobonaro | Cova Lima | Dili & Atauro | Ermera | Lautém | Liquiçá | Manatuto | Manufahi | Oe-Cusse Ambeno | Viqueque |
| -------- | ----- | ------ | ------ | -------- | --------- | ------------- | ------ | ------ | ------- | -------- | -------- | --------------- | -------- |
| Anzahl   | 2     | 2      | 7      | 0        | 0         | 24            | 7      | 6      | 3       | 2        | 0        | 0               | 10       |